# Sminthopsis murina
Sminthopsis murina é uma espécie de marsupial da família Dasyuridae.
- Nome Popular: Dunnart-comum

- Nome Científico: Sminthopsis murina (Waterhouse, 1838)

## Características
Esta espécie tem um comprimento corporal médio de 7 a 12 cm com uma cauda de 5,5–13 cm. Os machos pesam 25-40 gramas e as fêmeas 16-25 gramas; A parte superior do corpo é cinza, o ventre é branco. As orelhas são grandes e redondas e a cauda é quase tão longa quanto ao corpo.

## Hábitos alimentares
Alimenta-se de insetos, artrópodes, anfíbios e pequenos répteis;
Nota: Sminthopsis fuliginosus é uma espécie distinta;

## Características de reprodução
A época de reprodução é de agosto a março. Após um período de gestação de apenas 12 dias as fêmeas dão à luz oito ou doze filhotes, após 65 dias são desmamados e com 150 dias já são independentes;

## Habitat
Esta espécie é encontrada em altitudes entre 60-360 metros em habitat que incluem matagais, florestas secas, charnecas secas, florestas tropicais e pântanos;

## Distribuição Geográfica
Sudoeste da Austrália Ocidental, Sudeste da Austrália Meridional, Victoria, Nova Gales do Sul, Leste de Queensland;

## Subespécies
- Subespécie: Sminthopsis murina albipes (Waterhouse, 1842)

Sinônimo do nome científico da subespécie: Phascogale albipes, Antechinus albipes;
Nome popular da subespécie: Dunnart-comum-do-Sudeste;
Local: Sudeste da Austrália;
- Subespécie: Sminthopsis murina constricta? (Spencer, 1896)

Nome popular da subespécie: Dunnart-comum-do-centro;
Nota: Incertae sedis;
Local: Austrália meridional;
- Subespécie: Sminthopsis murina murina (Waterhouse, 1838)

Nome popular da subespécie: Dunnart-comum;
Local: Sudeste da Austrália;
- Subespécie: Sminthopsis murina tatei (Troughton, 1965)

Nome popular da subespécie: Dunnart-comum-do-norte-de-Queensland;
Local: Townsville até a área de Cairns, norte de Queensland;